# Яранский район
Яра́нский райо́н (мар. Яраҥ кундем) — административно-территориальная единица (район) и муниципальное образование (муниципальный район) на юго-западе Кировской области России.
Административный центр — город Яранск.

## География
Площадь — 2420 км² (по другой оценке — 2431 км²). Район граничит с Тужинским районом на севере, Пижанским районом на востоке, Новоторъяльским районом Республики Марий Эл на юго-востоке, Оршанским районом Республики Марий Эл на юге, Санчурским районом на юго-западе и Кикнурским районом на западе.
Основные реки — Ярань, Лум, Уртма.

## История
Район образован 14 июля 1929 года в составе Котельнического округа Нижегородского края из Яранской, Салобелякской и части Тожсолинской и Шешургской волостей Яранского уезда. В 1932 году укрупнён за счёт части селений ликвидированного Тужинского района. С 1934 года район — в составе Кировского края. Разукрупнён 4 февраля 1935 года в связи с восстановлением Тужинского и созданием Салобелякского районов. С 1936 года район — в составе Кировской области. 10 июля 1956 года район укрупнён за счёт территории ликвидированного Салобелякского района. 14 ноября 1959 года в состав района передана часть территории упразднённых Кикнурского, Пижанского и Тужинского района. 1 февраля 1963 года с Яранским районом объединён Санчурский район. 4 марта 1964 года был восстановлен Санчурский район, а 19 апреля 1965 года — Кикнурский район.
С 1 января 2006 года согласно Закону Кировской области от 07.12.2004 № 284-ЗО на территории района образованы 11 муниципальных образований: 1 городское и 10 сельских поселений.
Законом Кировской области от 27 июля 2007 года № 151-ЗО Никольское и Пушкинское сельские поселения объединены в Никольское сельское поселение с административным центром в селе Никола.

## Население
| 1939    | 1959    | 1970    | 1979    | 1989    | 2002    | 2009    | 2010    | 2011    |
| ------- | ------- | ------- | ------- | ------- | ------- | ------- | ------- | ------- |
| 52 204  | ↗85 644 | ↘43 940 | ↘39 022 | ↘37 421 | ↘33 682 | ↘32 007 | ↘26 899 | ↘26 793 |
| 2012    | 2013    | 2014    | 2015    | 2016    | 2017    | 2018    | 2019    | 2020    |
| ↘26 116 | ↘25 593 | ↘25 136 | ↘24 642 | ↘24 131 | ↘23 753 | ↘23 263 | ↘22 748 | ↘22 154 |
| 2021    |         |         |         |         |         |         |         |         |
| ↘20 336 |         |         |         |         |         |         |         |         |

### Урбанизация
В городских условиях (город Яранск) проживают 70,24 % населения района.

## Муниципально-территориальное устройство
С 2007 года в Яранском районе 170 населённых пунктов в составе одного городского и девяти сельских поселений:
| №  | Городское и сельские поселения    | Административный центр | Количество населённых пунктов | Население | Площадь, км2 |
| -- | --------------------------------- | ---------------------- | ----------------------------- | --------- | ------------ |
| 1  | Яранское городское поселение      | город Яранск           | 19                            | ↘14 757   | 690,46       |
| 2  | Знаменское сельское поселение     | местечко Знаменка      | 13                            | ↘1091     | 130,91       |
| 3  | Кугальское сельское поселение     | село Кугалки           | 16                            | ↘478      | 196,92       |
| 4  | Кугушергское сельское поселение   | село Кугушерга         | 22                            | ↗482      | 212,55       |
| 5  | Никольское сельское поселение     | село Никола            | 21                            | ↘807      | 271,76       |
| 6  | Никулятское сельское поселение    | село Никулята          | 8                             | ↘312      | 118,56       |
| 7  | Опытнопольское сельское поселение | местечко Опытное Поле  | 12                            | ↗741      | 137,14       |
| 8  | Салобелякское сельское поселение  | село Салобеляк         | 13                            | ↘584      | 237,69       |
| 9  | Сердежское сельское поселение     | село Сердеж            | 15                            | ↘352      | 233,74       |
| 10 | Шкаланское сельское поселение     | деревня Шкаланка       | 31                            | ↘732      | 201,54       |

| №   | Населённый пункт     | Тип                           | Население | Муниципальное образование         |
| --- | -------------------- | ----------------------------- | --------- | --------------------------------- |
| 1   | Акмазики             | деревня                       | 0         | Знаменское сельское поселение     |
| 2   | Алешкино             | деревня                       | 3         | Никольское сельское поселение     |
| 3   | Арламуаш             | деревня                       | 3         | Сердежское сельское поселение     |
| 4   | Ахмоличи             | деревня                       | 2         | Кугальское сельское поселение     |
| 5   | Бакалда              | деревня                       | #Н/Д      | Шкаланское сельское поселение     |
| 6   | Балдино              | деревня                       | 2         | Яранское городское поселение      |
| 7   | Банново              | деревня                       | 17        | Яранское городское поселение      |
| 8   | Банново 1-е          | деревня                       | 1         | Яранское городское поселение      |
| 9   | Бараново             | деревня                       | 54        | Никольское сельское поселение     |
| 10  | Бахтинские           | деревня                       | 0         | Салобелякское сельское поселение  |
| 11  | Белоусово            | деревня                       | 25        | Сердежское сельское поселение     |
| 12  | Берляки              | деревня                       | 44        | Никольское сельское поселение     |
| 13  | Большая Каракша      | деревня                       | 41        | Шкаланское сельское поселение     |
| 14  | Большая Кугушерга    | деревня                       | 1         | Кугушергское сельское поселение   |
| 15  | Большая Лайка        | деревня                       | 29        | Яранское городское поселение      |
| 16  | Большие Шалаи        | деревня                       | 2         | Знаменское сельское поселение     |
| 17  | Большие Шувары       | деревня                       | 19        | Знаменское сельское поселение     |
| 18  | Большое Матвуево     | деревня                       | 4         | Кугушергское сельское поселение   |
| 19  | Большое Яниково      | деревня                       | 9         | Кугушергское сельское поселение   |
| 20  | Верхоижье            | деревня                       | 7         | Никулятское сельское поселение    |
| 21  | Верхоуслино          | деревня                       | 160       | Салобелякское сельское поселение  |
| 22  | Вещево               | деревня                       | 73        | Знаменское сельское поселение     |
| 23  | Вилюнур              | деревня                       | 5         | Никольское сельское поселение     |
| 24  | Винокурово           | деревня                       | 14        | Шкаланское сельское поселение     |
| 25  | Винокурово           | деревня                       | 4         | Яранское городское поселение      |
| 26  | Волково              | деревня                       | 7         | Шкаланское сельское поселение     |
| 27  | Воротилиха           | деревня                       | 16        | Шкаланское сельское поселение     |
| 28  | Высоково             | село                          | 158       | Яранское городское поселение      |
| 29  | Герасимово           | деревня                       | 3         | Кугальское сельское поселение     |
| 30  | Горушки              | деревня                       | 46        | Яранское городское поселение      |
| 31  | Гулинские            | деревня                       | 1         | Шкаланское сельское поселение     |
| 32  | Гусево               | деревня                       | 4         | Сердежское сельское поселение     |
| 33  | Дворяне              | деревня                       | 7         | Никольское сельское поселение     |
| 34  | Дёмино               | деревня                       | 258       | Яранское городское поселение      |
| 35  | Добро-Вещево         | деревня                       | 0         | Знаменское сельское поселение     |
| 36  | Дубнички             | деревня                       | 11        | Кугушергское сельское поселение   |
| 37  | Ерши                 | деревня                       | 0         | Кугальское сельское поселение     |
| 38  | Журавли              | деревня                       | 6         | Шкаланское сельское поселение     |
| 39  | Забенские            | деревня                       | 0         | Кугальское сельское поселение     |
| 40  | Зауголено            | деревня                       | 11        | Кугушергское сельское поселение   |
| 41  | Знаменка             | местечко                      | 1287      | Знаменское сельское поселение     |
| 42  | Зубари               | деревня                       | 0         | Опытнопольское сельское поселение |
| 43  | Иванаи               | деревня                       | 38        | Никольское сельское поселение     |
| 44  | Иваново              | деревня                       | 148       | Яранское городское поселение      |
| 45  | Игитово              | деревня                       | 1         | Яранское городское поселение      |
| 46  | Ильинка              | деревня                       | 2         | Шкаланское сельское поселение     |
| 47  | Инда                 | деревня                       | 0         | Яранское городское поселение      |
| 48  | Кадаево              | деревня                       | 3         | Яранское городское поселение      |
| 49  | Камашка              | деревня                       | 11        | Сердежское сельское поселение     |
| 50  | Каракша              | село                          | 296       | Шкаланское сельское поселение     |
| 51  | Катанур              | деревня                       | 19        | Знаменское сельское поселение     |
| 52  | Кладбище             | деревня                       | 0         | Яранское городское поселение      |
| 53  | Клочки               | деревня                       | 12        | Кугальское сельское поселение     |
| 54  | Ключи                | деревня                       | 4         | Сердежское сельское поселение     |
| 55  | Кляпино              | деревня                       | 11        | Знаменское сельское поселение     |
| 56  | Козловаж             | деревня                       | 10        | Шкаланское сельское поселение     |
| 57  | Комары               | деревня                       | 0         | Никольское сельское поселение     |
| 58  | Комары               | деревня                       | 2         | Салобелякское сельское поселение  |
| 59  | Коновалово           | деревня                       | 14        | Никольское сельское поселение     |
| 60  | Корчаги              | деревня                       | 12        | Яранское городское поселение      |
| 61  | Косогор              | деревня                       | 0         | Кугушергское сельское поселение   |
| 62  | Красная Горка        | деревня                       | 1         | Опытнопольское сельское поселение |
| 63  | Кугалки              | село                          | 244       | Кугальское сельское поселение     |
| 64  | Кугушерга            | село                          | 325       | Кугушергское сельское поселение   |
| 65  | Кукмар               | деревня                       | 0         | Кугушергское сельское поселение   |
| 66  | Кукодор              | деревня                       | 2         | Сердежское сельское поселение     |
| 67  | Кушово               | деревня                       | 1         | Салобелякское сельское поселение  |
| 68  | Лавричи              | деревня                       | 2         | Яранское городское поселение      |
| 69  | Лебедево             | деревня                       | 2         | Шкаланское сельское поселение     |
| 70  | Лежни                | деревня                       | 1         | Шкаланское сельское поселение     |
| 71  | Лом                  | село                          | 178       | Кугальское сельское поселение     |
| 72  | Лум                  | село                          | 251       | Шкаланское сельское поселение     |
| 73  | Люметь-Поле          | деревня                       | 30        | Никулятское сельское поселение    |
| 74  | Люя                  | деревня                       | 7         | Кугальское сельское поселение     |
| 75  | Магазейские          | деревня                       | 4         | Салобелякское сельское поселение  |
| 76  | Майский              | посёлок                       | 4         | Кугушергское сельское поселение   |
| 77  | Малая Кугушерга      | деревня                       | 3         | Кугушергское сельское поселение   |
| 78  | Маловитлино 1        | деревня                       | 11        | Никулятское сельское поселение    |
| 79  | Маловитлино 2        | деревня                       | 28        | Никулятское сельское поселение    |
| 80  | Маловитлино 3        | деревня                       | 62        | Никулятское сельское поселение    |
| 81  | Малое Матвуево       | деревня                       | 5         | Кугушергское сельское поселение   |
| 82  | Малое Панчино        | деревня                       | 15        | Опытнопольское сельское поселение |
| 83  | Малые Шалаи          | деревня                       | 1         | Знаменское сельское поселение     |
| 84  | Мари-Васькино        | деревня                       | 37        | Кугальское сельское поселение     |
| 85  | Мари-Дубники         | деревня                       | 48        | Кугальское сельское поселение     |
| 86  | Мари-Ушем            | деревня                       | 190       | Сердежское сельское поселение     |
| 87  | Марково              | деревня                       | 6         | Опытнопольское сельское поселение |
| 88  | Маскичи              | деревня                       | 9         | Кугушергское сельское поселение   |
| 89  | Мироново             | деревня                       | 36        | Сердежское сельское поселение     |
| 90  | Митреичи             | деревня                       | 1         | Кугушергское сельское поселение   |
| 91  | Митрофаново          | деревня                       | 24        | Шкаланское сельское поселение     |
| 92  | Митрофановский       | выселок                       | 1         | Шкаланское сельское поселение     |
| 93  | Митюши               | деревня                       | 18        | Кугальское сельское поселение     |
| 94  | Можаи                | деревня                       | 5         | Никольское сельское поселение     |
| 95  | Мосуны               | деревня                       | 8         | Сердежское сельское поселение     |
| 96  | Нагиши               | деревня                       | 2         | Салобелякское сельское поселение  |
| 97  | Наумово              | деревня                       | 0         | Опытнопольское сельское поселение |
| 98  | Никола               | село                          | 325       | Никольское сельское поселение     |
| 99  | Николаевские         | деревня                       | 5         | Кугушергское сельское поселение   |
| 100 | Никулята             | село                          | 384       | Никулятское сельское поселение    |
| 101 | Носки                | деревня                       | 5         | Никольское сельское поселение     |
| 102 | Огнетово             | деревня                       | 20        | Никольское сельское поселение     |
| 103 | Ожиганово            | деревня                       | 1         | Никулятское сельское поселение    |
| 104 | Олинские             | деревня                       | 74        | Шкаланское сельское поселение     |
| 105 | Опытное Поле         | местечко                      | 761       | Опытнопольское сельское поселение |
| 106 | Ошлинские            | деревня                       | 1         | Шкаланское сельское поселение     |
| 107 | Пахтаево             | деревня                       | 84        | Салобелякское сельское поселение  |
| 108 | Первомайское         | село                          | 295       | Кугушергское сельское поселение   |
| 109 | Пержа                | деревня                       | 0         | Кугушергское сельское поселение   |
| 110 | Петухово             | деревня                       | 9         | Салобелякское сельское поселение  |
| 111 | Пигуска              | деревня                       | 0         | Яранское городское поселение      |
| 112 | Пиринда              | деревня                       | 12        | Кугальское сельское поселение     |
| 113 | Пиштань              | деревня                       | 296       | Никольское сельское поселение     |
| 114 | Побекнур             | деревня                       | 28        | Шкаланское сельское поселение     |
| 115 | Половинно-Овражские  | деревня                       | 3         | Кугушергское сельское поселение   |
| 116 | Поповка              | деревня                       | 1         | Кугальское сельское поселение     |
| 117 | Поповка              | деревня                       | 5         | Шкаланское сельское поселение     |
| 118 | Пресново             | деревня                       | 1         | Опытнопольское сельское поселение |
| 119 | Прудки               | деревня                       | 7         | Шкаланское сельское поселение     |
| 120 | Пурты                | деревня                       | 22        | Сердежское сельское поселение     |
| 121 | Пушкино              | деревня                       | 199       | Никольское сельское поселение     |
| 122 | Рождественское       | село                          | 183       | Опытнопольское сельское поселение |
| 123 | Рыжаково             | деревня                       | 34        | Кугальское сельское поселение     |
| 124 | Савино               | деревня                       | 2         | Знаменское сельское поселение     |
| 125 | Савичи               | деревня                       | 236       | Никольское сельское поселение     |
| 126 | Салобеляк            | село                          | 544       | Салобелякское сельское поселение  |
| 127 | Сергеевские          | деревня                       | 1         | Шкаланское сельское поселение     |
| 128 | Сердеж               | село                          | 318       | Сердежское сельское поселение     |
| 129 | Симаничи             | деревня                       | 26        | Знаменское сельское поселение     |
| 130 | Сосновка             | деревня                       | 7         | Знаменское сельское поселение     |
| 131 | Старокрещено         | деревня                       | 0         | Кугушергское сельское поселение   |
| 132 | Старченково          | деревня                       | 4         | Опытнопольское сельское поселение |
| 133 | Студеново            | деревня                       | 1         | Кугушергское сельское поселение   |
| 134 | Танаково             | деревня                       | 0         | Опытнопольское сельское поселение |
| 135 | Тарасово             | деревня                       | 100       | Яранское городское поселение      |
| 136 | Титово               | деревня                       | 32        | Никольское сельское поселение     |
| 137 | Тихоново             | деревня                       | 8         | Сердежское сельское поселение     |
| 138 | Токтаи               | деревня                       | 33        | Никольское сельское поселение     |
| 139 | Толгельдино          | деревня                       | 0         | Шкаланское сельское поселение     |
| 140 | Турма                | деревня                       | 1         | Сердежское сельское поселение     |
| 141 | Урбеж-Курбатово      | деревня                       | 16        | Салобелякское сельское поселение  |
| 142 | Урлум                | деревня                       | 10        | Сердежское сельское поселение     |
| 143 | Уртма                | село                          | 249       | Кугальское сельское поселение     |
| 144 | Федькино             | деревня                       | 12        | Никольское сельское поселение     |
| 145 | Халтурино            | деревня                       | 0         | Опытнопольское сельское поселение |
| 146 | Хмелевка             | деревня                       | 17        | Шкаланское сельское поселение     |
| 147 | Черканер             | деревня                       | 0         | Салобелякское сельское поселение  |
| 148 | Чёрная Речка         | деревня                       | 7         | Яранское городское поселение      |
| 149 | Шабалино             | деревня                       | 5         | Кугушергское сельское поселение   |
| 150 | Шагадаки             | деревня                       | 55        | Никольское сельское поселение     |
| 151 | Шалагино             | деревня                       | 47        | Сердежское сельское поселение     |
| 152 | Шарики               | деревня                       | 18        | Кугальское сельское поселение     |
| 153 | Шарпаты              | деревня                       | 4         | Кугушергское сельское поселение   |
| 154 | Швецово              | деревня                       | 0         | Никольское сельское поселение     |
| 155 | Ширкино              | деревня                       | 34        | Никольское сельское поселение     |
| 156 | Шкаланка             | деревня                       | 241       | Шкаланское сельское поселение     |
| 157 | Шошма                | деревня                       | 3         | Опытнопольское сельское поселение |
| 158 | Шуймар-Верховская    | деревня                       | 9         | Шкаланское сельское поселение     |
| 159 | Шуймар-Заречная      | деревня                       | 11        | Шкаланское сельское поселение     |
| 160 | Шуймар-Ивановская    | деревня                       | 3         | Шкаланское сельское поселение     |
| 161 | Шуймар-Сарафанниково | деревня                       | 2         | Шкаланское сельское поселение     |
| 162 | Шулкомучакш          | деревня                       | 70        | Салобелякское сельское поселение  |
| 163 | Шургулец             | деревня                       | 0         | Кугушергское сельское поселение   |
| 164 | Щеглы                | деревня                       | 21        | Знаменское сельское поселение     |
| 165 | Щеглы                | деревня                       | 15        | Шкаланское сельское поселение     |
| 166 | Энгенер              | село                          | 192       | Салобелякское сельское поселение  |
| 167 | Юлей                 | деревня                       | 37        | Никулятское сельское поселение    |
| 168 | Юльял                | деревня                       | 4         | Шкаланское сельское поселение     |
| 169 | Яранск               | город, административный центр | ↘14 284   | Яранское городское поселение      |
| 170 | Яранцево             | деревня                       | 1         | Шкаланское сельское поселение     |

### Упразднённые населённые пункты
Деревня Бибиково.

## Председатели райисполкома
С 1929 по 1991 годы в райисполкоме председательствовали:
| Ф. И. О.                               | Время замещения должности    |
| -------------------------------------- | ---------------------------- |
| Толстова Евдокия Алексеевна            | август 1929 – июнь 1930      |
| Герасимов Иван Гаврилович              | июнь – октябрь 1930          |
| Перминов Павел Петрович                | январь 1931 – февраль 1932   |
| Мальцев Сергей Иванович                | март 1932 – октябрь 1934     |
| Баринов Александр Михайлович           | октябрь 1934 – октябрь 1936  |
| Перминов Павел Яковлевич               | октябрь 1936 – октябрь 1937  |
| Винокуров Николай Галактионович        | октябрь 1937 – январь 1938   |
| Хориков Павел Васильевич (И.О.)        | январь – сентябрь 1938       |
| Третьяков Иван Федорович               | октябрь 1938 – июль 1939     |
| Сухих Иван Агафонович                  | июль 1939 – февраль 1942     |
| Несговоров Иван Алексеевич             | февраль 1942 – июль 1943     |
| Козлов Андрей Иванович                 | июль 1943 – июль 1944        |
| Кожевников Андрей Осипович (Иосифович) | июль 1944 – июль 1946        |
| Уртминцев Михаил Михайлович            | июль 1946 – август 1947      |
| Андреев Сергей Федорович               | август 1947 – август 1950    |
| Винокуров Николай Галактионович (И.О.) | август – ноябрь 1950         |
| Лучинин Данил Кириллович               | ноябрь 1950 – апрель 1953    |
| Молчанов Иван Мокеевич                 | апрель 1953 – март 1955      |
| Южанин Григорий Михайлович             | март – ноябрь 1955           |
| Югов Георгий Кириллович                | ноябрь 1955 – июль 1956      |
| Кочемасов Константин Николаевич        | июль 1956 – август 1957      |
| Южанин Григорий Михайлович             | август 1957 – октябрь 1958   |
| Серебряков Сергей Михайлович           | октябрь 1958 – июль 1959     |
| Столяров Анатолий Иванович             | июль 1959 – октябрь 1960     |
| Мелентьев Альберт Николаевич           | октябрь 1960 – сентябрь 1961 |
| Черменин Василий Гаврилович            | сентябрь 1961 – декабрь 1962 |
| Санников Вадим Васильевич              | декабрь 1962 – март 1964     |
| Кротов Александр Филиппович            | март 1964 – январь 1974      |
| Георгиев Николай Георгиевич            | февраль 1974 – апрель 1987   |
| Колчин Владимир Алексеевич             | апрель 1987 – март 1989      |
| Бибиков Николай Евгеньевич             | март 1989 – апрель 1990      |
| Бурков Евгений Егорович                | апрель 1990 – декабрь 1991   |

## Почётные граждане
Почётными гражданами Яранского района являются:
- Клочков, Александр Алексеевич (2000)
- Кротов, Александр Филиппович (род. 1923) — общественный деятель (2000)
- Савиных, Анатолий Васильевич (1921—2004) — педагог (2001)
- Клюжев, Вячеслав Михайлович (2007)
- Аристов, Герман Михайлович (2009)
- Елсуков, Николай Дмитриевич
- Макаров, Павел Сергеевич (педагог) (1923—2014) — педагог (2013)
- Лапенкова, Антонина Фёдоровна (2018)
- Одегов, Олек Александрович (2020)